# Junkie XL
Antonius Thomas Holkenborg (Lichtenvoorde, Güeldres; 8 de diciembre de 1967), más conocido como Junkie XL o JXL, es un DJ y productor discográfico neerlandés. La XL de su alias se refiere a «Xpanding Limits».

## Biografía
Descubrió la música desde muy pequeño aprendiendo a tocar varios instrumentos como guitarra, bajo, piano, y batería. También fue su primo el que le introdujo en el rock psicodélico de Pink Floyd o King Crimson. Comienza a trabajar en una tienda de música donde empieza a sentir fascinación por el sonido de los nuevos sintetizadores y esa pasión le lleva a participar como multinstrumentista y productor en el grupo Weekend at Waikiki, inspirado bandas como Talking Heads, Yello o The Clash. Se define como un auténtico productor multinstrumentista, pero amando por igual el rock y la electrónica. Con sus propios medios elaboraría un L.P. en 1987. En 1993, Holkenborg produjo el segundo álbum de la banda de metal holandés The Gathering, titulado Almost a Dance.
Más tarde la banda se disuelve y Tom forma otra de música industrial con el nombre de Nerve con el vocalista Phil Mills y lanzó dos álbumes de larga duración en 1994 y 1995.
En 1995 edita un LP llamado “Blood and Gold”. Mientras tanto, siguió produciendo para bandas metaleras como Sepultura, Fear Factory o la banda punk Dog Eat Dog y también para videojuegos, películas, y publicidades de TV.
La salud le juega una mala pasada antes de embarcarse en el proyecto Junkie XL. Por entonces sus amigos deciden llamarlo Junkie por su adicción a las cuatro paredes del estudio debido a la producción musical. Es entonces cuando empieza a centrarse en la música dance y de clubs que empieza a descubrir a principios de los 90.
En 1997 se hizo acreedor al premio Gran Prix, que se otorgaba en Holanda al mejor productor de música house y en ese mismo año empieza a producir bajo su alias Junkie XL con la edición su álbum debut “Saturday Night Teenage Kick”. Su segundo álbum “Big Sounds of the Drags” lanzado en 1999, le devuelve a la psicodelia de los años sesenta, incluyendo voces y experimentando con efectos de guitarra en un experiemento deep pero muy bailable.
Cuando su amigo Sander Kleinenberg pinchó su track “Future In Computer Hell” a Sasha por teléfono, este pidió la inclusión del tema en cuestión en su compilado para el sello Global Underground. Empezaba una relación artística que llevó a Tom a colaborar en el LP denominado “Airdrawndagger”.
A partir de aquí empezaría a vincular su sonido con el house progresivo. Como Tom siempre se había definido a sí mismo como una persona "progresiva" por naturaleza llegó a decir entonces que había encontrado su auténtico lugar en la escena electrónica. Pero se alejaría de este sonido parcialmente, cuando en 2002, se atreve a reversionar el clásico "A Little Less Conversation" de Elvis Presley, con la cual empieza a vender masivamente en todo el mundo, obteniendo el número uno en las listas de países como el Reino Unido, Australia y los Países Bajos.
Su tercer trabajo “Radio JXL: A Broadcast From The Computer Hell Cabin” se realiza en Ámsterdam bajo el concepto de emisora pirata virtual: Radio JXL (7 AM Ambient y 7 AM dance). Incluye la participación de grandes figuras como Gary Numan, Robert Smith y Dave Gahan. Se encuentra otro éxito como “Beauty Never Fades” con la colaboración de Saffron en las voces y otra reversión de un clásico, “Don't Wake Up Policeman” originalmente de Peter Tosh.
En abril de 2006, lanzaría su cuarto álbum “Today” de la mano del sencillo homónimo, retornando al sonido progressive. Dos años después, fue el turno de “Booming Back at You”. En su quinto álbum encontramos la colaboración destacada de la cantante Lauren Rocket, en los sencillos “More” y “Cities in Dust”, otro cover original de Siouxsie And The Banshees. En 2007 se dio tiempo a producir la banda sonora del videojuego SSX Blur
En marzo de 2010 lanzaría un EP denominado “Fairlight” con la colaboración de Jan Hammer y sus últimas producciones hasta el momento es el sencillo “Molly's E” lanzado en formato digital el 23 de agosto de 2011,, “Off The Dancefloor” lanzado en marzo de 2012, y “Gloria” una coproducción con la banda Datarock las cuales están incluidas en su sexto álbum de estudio titulado Synthesized.
En 2013, fue el encargado de componer las bandas sonoras de las películas Paranoia y 300: Rise of an Empire, esta última a estrenada en 2014. También compuso para la próxima película de . En 2015 fue el compositor principal de la película Mad Max: Fury Road y participó en la composición de la banda sonora de Batman v Superman: El origen de Justicia, junto a Hans Zimmer y de la película de 2016 Deadpool.

## Discografía

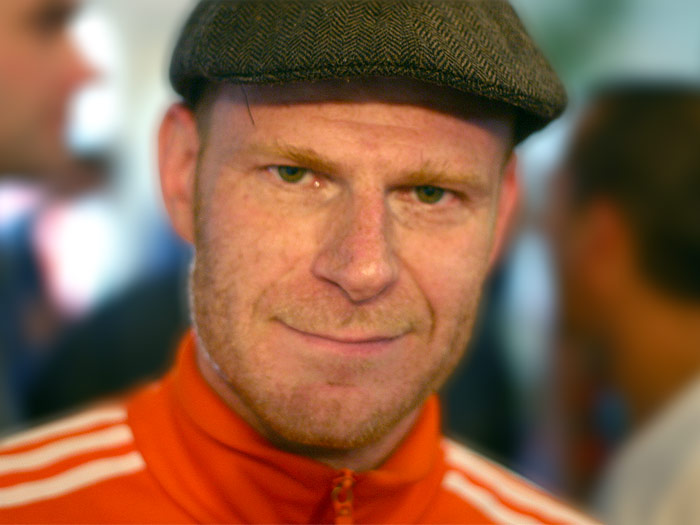
Junkie XL

### Álbumes de estudio
- Saturday Teenage Kick (1997)
- Big Sounds of the Drags (1999)
- Radio JXL: A Broadcast From the Computer Hell Cabin (2003)
- Today (2006)
- Booming Back at You (2008)
- Synthesized (2012)

### Sencillos y EP
- 1997: "Def Beat" 12"
- 1997: "Billy Club" CDS
- 1998: "Saturday Teenage Kick" CDS  #141 (UK)
- 1999: "Zerotonine" CDS
- 1999: "Action Radius"
- 2000: "Love Like Razorblade" CDS
- 2000: "Zerotonine (Remix) / Future in Computer Hell (Part 2)" CDS  #63 (UK)
- 2000: "Bon Voyage" CDS  #184 (UK)
- 2000: "Future in Computer Hell"
- 2000: "Dance Valley 2000" CDS
- 2002: "Beauty Never Fades" 12" (con Saffron de Republica)
- 2002: "A Little Less Conversation"  (vs. Elvis Presley) #1 (GBR), #1 (AUS), #50 (EUA)
- 2002: "Breezer" 12" (con Sasha)
- 2002: "Obsession" 12" (con DJ Tiësto) #56 (UK)
- 2003: "Catch Up To My Step" CDS (feat. Solomon Burke) #40 (BEL), #63 (UK)
- 2003: "Don't Wake Up Policeman" CDS (feat. Peter Tosh)
- 2003: "Crusher" (con Saffron de Republica) – Canción incluida en Quantum Redshift
- 2003: "Red Pill Blue Pill" (from Animatrix OST)
- 2004: "Between These Walls" CDS (feat. Anouk) #35 (NL)
- 2005: "UR / A Tear In The Open"
- 2006: "Today"
- 2006: "Neem Mijn Hand" (feat. Henny Vrienten)
- 2007: "Colossus of Rhodes" un remix incluido en la banda sonora God of War II
- 2007: "Dark Territory"
- 2007: "Mushroom"
- 2007: "More EP" inspirado en los sonidos del videojuego de arcade Pac-Man, #40 (US) Billboard: Global Dance Track[13]
- 2007: "Cities in Dust" cover de Siouxsie & The Banshees
- 2009: "Cosmic Rave / Dream On"
- 2010: "Fairlight EP"
- 2011: "In The Name Of Holy Music"
- 2011: "Molly's E"
- 2011: "Off The Dancefloor" (feat. Isis Salam)
- 2012: "Gloria" (feat. Datarock)
- 2013: "Morning Song"

### Remixes
- 1993 Kong - "Høk"
- 1997 Fear Factory – "Burn"
- 1997 Fear Factory – "Cyberdyne"
- 1997 Fear Factory – "Refueled"
- 1997 Fear Factory – "Genetic Blueprint"
- 1997 Fear Factory – "Bionic Chronic"
- 1997 Dog Eat Dog – "Step Right In"
- 1998 3 Colours Red – "Paralyse"
- 1998 Project Pitchfork – "Carnival"
- 1998 (Hed) P.E. – "Serpent Boy"
- 1999 Fear Factory – "Cars"
- 1999 Fear Factory – "Descent"
- 1999 Kong – "Yèllow Mystiç"
- 1999 Soulfly – "Umbabarauma"
- 1999 Tanith – "T.A.N.I.T.H."
- 2000 DJ Sandy vs. Housetrap – "Overdrive"
- 2000 Shanks & Bigfoot – "Sing-A-Long"
- 2000 Praga Khan – "Power of The Flower"
- 2000 Junkie XL – "Zeronotine"
- 2000 Way Out West – "UB Devoid"
- 2001 Ayumi Hamasaki – "Vogue"
- 2001 Conjure One – "Redemption"
- 2002 Natalie Imbruglia – "Beauty On The Fire"
- 2002 LL Cool J – "I Need Love"
- 2002 Elvis Presley – "A Little Less Conversation"
- 2002 Fischerspooner – "Emerge"
- 2002 Rammstein – "Feuer frei!"
- 2003 Conjure One – "Center of The Sun"
- 2003 Syntax – "Pray"
- 2003 Dave Gahan – "Dirty Sticky Floors"
- 2003 Infusion – "Legacy"
- 2003 BT – "Somnambulist (Simply Being Loved)"
- 2003 Fear Factory – "Edgecrusher"
- 2003 Junkie XL – "Between These Walls"
- 2003 Junkie XL – "Angels"
- 2003 Mylène Farmer – "XXL"
- 2004 Scissor Sisters – "Mary"
- 2004 Michael Bublé – "Spider-Man Theme"
- 2004 Britney Spears – "Outrageous"
- 2004 Beastie Boys – "Fight for Your Right"
- 2004 Ryukyu Underground – "Seragaki"
- 2004 Pale 3 – "Everyday"
- 2004 Sarah McLachlan – "World on Fire"
- 2005 Tiësto – "UR"
- 2005 Britney Spears – "And Then We Kiss"
- 2005 The Crew Cuts – "Sh-Boom"
- 2005 The Go-Go's – "Our Lips Are Sealed"
- 2005 Culture Club – "I'll Tumble 4 Ya"
- 2005 Fatboy Slim – "Weapon of Choice"
- 2005 Editors – "Camera"
- 2006 Niyaz – "Dilruba"
- 2006 Mark Mothersbaugh – "The Sims Theme"
- 2006 Coldplay – "Talk"
- 2006 Scissor Sisters – "Land of a Thousand Words"
- 2006 Yonderboi – "People Always Talk About The Weather"
- 2006 UNKLE – "Burn My Shadow"
- 2007 melody. – "Feel The Rush"
- 2007 Avril Lavigne – "Girlfriend"
- 2007 Junkie XL – "Colossus of Rhodes"
- 2007 Justin Timberlake – "What Goes Around..."
- 2007 Britney Spears – "Gimme More"
- 2008 Junkie XL – "Not Enough"
- 2008 Madonna feat Justin Timberlake – "4 Minutes"
- 2008 Eagles of Death Metal – "Don't Speak"
- 2008 Bloc Party – "Sunday"
- 2008 Jape – "I Was A Man"
- 2008 Tom Jones – "Feels Like Music"
- 2008 Lisa Miskovsky – "Still Alive"
- 2009 Nami Tamaki Album – Tamaki Nami Reproduct Best (All Remixed Songs)
- 2008 Sensation – "Ocean of White"
- 2010 Crookers feat. Yelle – "Cooler Couleur"
- 2010 Hans Zimmer – Inception
- 2010 Daft Punk – The Grid
- 2011 NightWaves – "Fascination"
- 2012 The Dark Knight Rises – "Bombers Over Ibiza"

### Apariciones
Apariciones en bandas sonoras
- The Delivery (2001) - Compositor
- Nate The Animals (2001) Música adicional
- Resident Evil (2002) - Música adicional
- Superman Must Die (2002) - Música adicional
- The Animatrix (2003) - Música adicional
- Professor Genki: Entourage (2003) Música adicional
- Hitman (2004) Música adicional
- The Chronicles of Riddick: Dark Fury (2004) - Música adicional
- El espantatiburones (2004) - Música adicional
- Domino (2005) - Música adicional
- Blind (2006) - Compositor
- Siberia (2007) - Compositor
- Johan1 (2010) - Compositor
- De Gelukkige Huisvrouw, The Happy Housewife (2010) - Compositor
- Megamind (2010) - Compositor
- Bringing Up Bobby (2011) - Compositor
- New Kids (2011) - Compositor
- New Kids Turbo (2011) - Compositor
- The Heineken Kidnapping (2011) - Compositor
- The Crisis and Us (2011) - Compositor
- Kung Fu Panda 2 (2011) - Música adicional
- Madagascar 3 (2012) - Compositor, música adicional
- Abraham Lincoln: Vampire Hunter (2012) - Arreglos adicionales
- The Dark Knight Rises (2012) - Compositor,  música adicional
- El hombre de acero (2013) - Compositor,  música adicional
- G.I. Joe: Retaliation (2013) - Música adicional
- Paranoia (2013) - Compositor
- 300: Rise of an Empire (2014) - Compositor
- The Amazing Spider-Man 2: Rise of Electro (2014) – Cocompositor junto a Hans Zimmer, acreditados como The Magnificent Six
- Divergente (2014) - Compositor
- Run All Night (2015) - Compositor
- Mad Max: Fury Road (2015) - Compositor
- Black Mass (2015) - Compositor
- Point Break (2015) - Compositor
- Batman v Superman: Dawn of Justice (2016) - Compositor (solo para el personaje de Batman, y Hans Zimmer compone para Superman)
- Deadpool - Compositor (2016)
- La Torre Oscura - Compositor (2017)
- Tomb Raider - Compositor (2018)
- Mortal Engines - Compositor (2018)
- Alita: Battle Angel - Compositor (2019)
- Terminator: Dark Fate - Compositor (2019)
- Sonic, la película - Compositor (2020)
- Zack Snyder's Justice League - Compositor (2021)
- Godzilla vs. Kong - Compositor (2021)
- Sonic 2, la película - Compositor (2022)
- Rebel Moon - Compositor (2023)
- Furiosa: A Mad Max Saga (2024) - Compositor[14]
- Sonic 3, la película - Compositor (2024)

Incluidos en videojuegos
- The Need for Speed (1995)
- Wrecage Cars (1997)
- Test Drive 5 (1998)
- Need for Speed: High Stakes (1999)
- Demolition Racer: No Exit (2000)
- Gran Turismo 3 (2001)
- Quantum Redshift (2002)
- EVE Online (2003)
- Need for Speed: Underground (2003)
- The Sims 2: Nightlife (2005)
- Forza Motorsport (2005)
- Destroy All Humans! (2005)
- Burnout Revenge (2005)
- Burnout Legends (2005)
- The Matrix: Path of Neo (2005)
- Infected (2005)
- Need for Speed: Carbon (2006)
- Dance Dance Revolution SuperNova 2 (2007)
- God of War II (2007)
- SSX Blur (2007)
- FIFA 08 (2007)
- Need for Speed: ProStreet (2007)
- Tap Tap Dance (2008)
- Burnout Paradise (2008)
- FIFA 09 (2008)
- FIFA Street 3 (2008)
- Mirror's Edge (2008)
- The Sims 3 (2009) – Composer
- The Sims 3: Late Night (2010)
- Saints Row The Third (2011)
- Darkspore (2011) – Compositor
- Mass Effect 3 - Citadel DLC - 2012
- Apache Overdose Gangstar IV (2013)